# James Martin (Politiker)

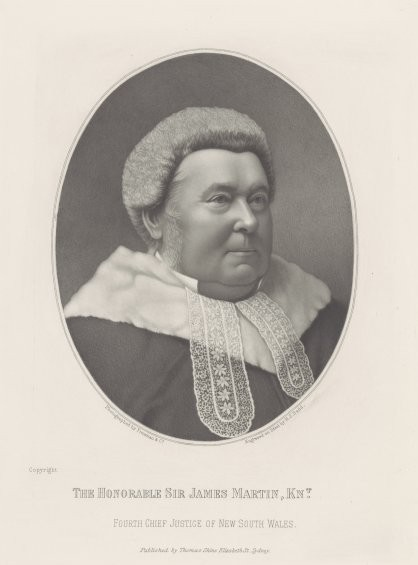
Sir James Martin

Sir James Martin, Kt, QC (* 14. Mai 1820 in Midleton, County Cork, Irland; † 4. November 1886 in Potts Point, Sydney, New South Wales) war ein australischer Rechtsanwalt, Richter und Politiker, der zwischen 1848 und 1873 Mitglied im Parlament von New South Wales sowie drei Mal Premier von New South Wales (1863 bis 1865, 1866 bis 1868 sowie 1870 bis 1872) war. Danach war er zwischen 1873 und seinem Tode 1886 als Chief Justice of New South Wales Präsident des Obersten Gerichtshofes (Supreme Court of New South Wales).

## Leben

### Journalist, Rechtsanwalt und Mitglied des Parlaments von New South Wales
James Martin kam 1821 mit seinen Eltern John Martin und Mary Hennessey als Einwanderer aus Irland nach Australien, wo sein Vater als Stallknecht und Gutsverwalter in Parramatta arbeitete. Er besuchte die dortige Dame’s School und unter größeren finanziellen Belastungen der Familie zwischen 1833 und 1836 die von William Timothy Cape geleitete Cape’s School, die mehrere Premiers absolvierten. Nachdem er mit 16 Jahren die Schule verlassen hatte, wurde er 1836 Journalist bei der von dem Rechtsanwalt George Robert „Bob“ Nichols 1824 gegründeten und herausgegebenen Tageszeitung The Australian. 1838 veröffentlichte er The Australian Sketch Book, eine Reihe von Charakterskizzen, die er Nichols widmete. Bereits 1839 wurde er Chefredakteur dieser Zeitung und begann zudem 1840 bei Bob Nichols eine Ausbildung zum Rechtsanwalt, nach deren Abschluss er am 10. Mai 1845 die Zulassung als Solicitor erhielt und eine erfolgreiche Polizeigerichtspraxis etablierte. Daneben begann er 1844 eine journalistische Tätigkeit für die Zeitung The Atlas, deren Herausgeber und Chefredakteur er zwischen Mai 1845 und 1847 war. 1848 wurde er Sekretär des Komitees des Sydney College, eine 1830 unter Vorsitz von Francis Forbes gegründeten Schule, deren Rektor von 1835 bis 1842 William Timothy Cape war und die 1850 geschlossen wurde.
Am 1. Juli 1848 wurde Martin erstmals Mitglied im Parlament von New South Wales und vertrat bis zum 29. Februar 1856 Cook County sowie Westmoreland County als Mitglied des Legislativrates (New South Wales Legislative Council). Danach wurde er am 4. April 1857 Mitglied der Legislativversammlung (New South Wales Legislative Assembly) und vertrat anfangs bis zum 11. April 1859 den Wahlkreis Cook and Westmoreland sowie im Anschluss zwischen dem 9. Juni 1859 und 10. November 1860 den Wahlkreis East Sydney. In den folgenden Jahren vertrat er in der Legislativversammlung zahlreiche weiteren Wahlkreise und zwar Orange (28. Juni 1862 bis 16. Oktober 1863), Tumut (16. November 1863 bis 10. November 1864), Monaro (24. Dezember 1864 bis 7. März 1865), Lachlan (28. Dezember 1864 bis 15. November 1869), East Sydney (3. Dezember 1869 bis 3. Februar 1872) sowie zuletzt zwischen dem 22. Februar 1872 und dem 11. November 1873 den Wahlkreis East Macquarie. Er war damit zwischen dem 4. April 1856 und dem 11. November 1873 mehr als 17 Jahre lang Mitglied der NSW Legislative Assembly. Neben seiner parlamentarischen Tätigkeit wurde er als Mitglied der Church of England 1854 Sekretär der Sydney Choral Society und 1855 zum Mitglied des Nationalen Rates für Bildung (National Board of Education) ernannt. Am 11. September 1856 wurde er als Barrister zudem zum Prozessanwalt zugelassen und eröffnete eine eigene sehr erfolgreiche Anwaltskanzlei. Er war zudem Prüfer an der Juristischen Fakultät der Universität Sydney und wurde bereits 1857 zum Kronanwalt (Queen’s Counsel) berufen.

### Kabinettsmitglied, dreimaliger Premier von New South Wales undChief Justice
Im ersten Kabinett von Premier Charles Cowper war er zwischen dem 26. August und dem 2. Oktober 1856 erstmals Generalstaatsanwalt (Attorney General) und bekleidete dieses Amt erneut vom 7. September 1857 bis zum 8. November 1858 im zweiten Kabinett von Premier Cowper. Er war zwischen 1858 und 1859 Vorstandsmitglied von The Sydney Club sowie 1861 des Victoria Club und wurde 1861 auch zum Fellow der Universität Sydney gewählt.
Als Nachfolger von Charles Cowper übernahm James Martin am 16. Oktober 1863 erstmals selbst das Amt als Premier von New South Wales und bekleidete dieses bis zum 2. Februar 1865, woraufhin Charles Cowper wiederum seine Nachfolge antrat. In seinem ersten Kabinett bekleidete er zudem zwischen dem 16. Oktober 1863 und dem 2. Februar 1865 auch wieder das Amt des Attorney General. In dieser Zeit war er des Weiteren von 1864 bis 1865 Mitglied des Komitees der Verbesserungsgesellschaft des Hyde Park in Sydney, der älteste öffentliche Park in Australien. Er übernahm am 22. Januar 1866 von Cowper zum zweiten Mal das Amt als Premier und bekleidete dieses bis zu seiner Ablösung durch John Robertson am 26. Oktober 1868. Zugleich war er zwischen dem 22. Januar 1866 und dem 26. Oktober 1868 erneut Generalstaatsanwalt. Für seine langjährigen Verdienste wurde er am 4. Mai 1869 zum Knight Bachelor (Kt) geschlagen, so dass er fortan den Namenszusatz „Sir“ führte. Am 16. Dezember 1870 löste er erneut Charles Cowper ab und wurde zum dritten Mal Premier. Er hatte das Amt bis zum 13. Mai 1872 inne, woraufhin Henry Parkes seine Nachfolge antrat. Zugleich bekleidete er zwischen dem 16. Dezember 1870 und dem 13. Mai 1872 abermals den Posten als Attorney General. Er war zudem 1871 Vizepräsident des Civil Service Club und 1872 zum Mitglied des Committee of Defence from Foreign Aggression ernannt, des Komitees zur Verteidigung gegen ausländische Aggression.
Nach seinem Ausscheiden aus der Regierung und dem Parlament wurde Sir James Martin am 19. November 1873 Nachfolger von Sir Alfred Stephen als Chief Justice of New South Wales. Er bekleidete dieses Amt als Präsident des Obersten Gerichtshofes (Supreme Court of New South Wales) bis zu seinem Tode am 4. November 1886, woraufhin Sir Julian Salomons seine Nachfolge antrat. Nach seinem Tode wurde er auf dem Friedhof der St Jude’s Church in Randwick beigesetzt, ehe er 1909 auf den Waverley Cemetery in Bronte umgebettet wurde. Aus seiner am 20. Januar 1853 mit Isabella Long geschlossenen Ehe gingen acht Söhne und sieben Töchter hervor, darunter die Ärztin und Philanthropin Florence Martin (1867–1957).

## Veröffentlichung
- The Australian Sketch Book, 1838

## Hintergrundliteratur
- J. M. Bennett: Sir James Martin Premier and Chief Justice of New South Wales, The Federation Press, Sydney 2005
- David Clune, Ken Turner (Hrsg.): The Premiers of New South Wales. Volume 1: 1856–1901, The Federation Press, Sydney 2006